# Eddy Mitchell au Casino de Paris
Pour les articles homonymes, voir Casino de Paris (homonymie).
Albums de Eddy Mitchell
Ici Londres
(1989) Rio Grande
(1993)
Eddy Mitchell au Casino de Paris est le sixième album live d'Eddy Mitchell enregistré au Casino de Paris et sorti en 1990 sur le label Polydor.

## Liste des titres
| 1.  | J'ai le bonjour du blues |  |
| 2.  | La Peau d'une autre      |  |
| 3.  | Sur la route de Memphis  |  |
| 4.  | Le Blues du blanc        |  |
| 5.  | Il ne rentre pas ce soir |  |
| 6.  | Manque de toi            |  |
| 7.  | Comme quand j'étais môme |  |
| 8.  | J'vous dérange           |  |
| 9.  | Le Baby Blues            |  |
| 10. | Soixante, soixante-deux  |  |
| 11. | M'man                    |  |
| 12. | Je vais craquer bientôt  |  |

| 13. | La dernière Séance                         |  |
| 14. | Le Cimetière des éléphants                 |  |
| 15. | Lèche-bottes Blues                         |  |
| 16. | Under the Rainbow                          |  |
| 17. | Et la voix d'Elvis                         |  |
| 18. | Le Parking maudit                          |  |
| 19. | À crédit et en stéréo                      |  |
| 20. | Bye bye Johnny B. Goode                    |  |
| 21. | Couleur menthe à l'eau                     |  |
| 22. | C'est la vie mon chéri                     |  |
| 23. | C'est un rocker                            |  |
| 24. | Dis-toi que ça existe (Tell It Like It Is) |  |